# Блејденсбург (Мериленд)
Блејденсбург (енгл. Bladensburg) град је у америчкој савезној држави Мериленд.

## Демографија
По попису из 2010. године број становника је 9.148, што је 1.487 (19,4%) становника више него 2000. године.
| Група             | 2000.         | 2010.         |
| Белци             | 917 (12,0%)   | 460 (5,0%)    |
| Афроамериканци    | 5.433 (70,9%) | 5.999 (65,6%) |
| Азијати           | 193 (2,5%)    | 187 (2,0%)    |
| Хиспаноамериканци | 1.001 (13,1%) | 2.463 (26,9%) |
| Укупно            | 7.661         | 9.148         |